# Skylar Greyová
Holly Brook Hafermann (* 23. února 1986), lépe známa jako Skylar Grey, přechýleně Greyová, je americká zpěvačka, textařka a hudební producentka. Své debutové album, Like Blood Like Honey, vydala jako Holly Brook v roce 2006. Stala se spoluautorkou všech tří verzí songu „Love the Way You Lie“ od Eminema a Rihanny. Zazpívala si například v „Coming Home“ od Diddy-Dirty Money, „I Need a Doctor“ od Dr. Dre, „Words I Never Said“ od Lupe Fiasco, „Room for Happiness“ od Kaskade, „Where'd You Go“ od Fort Minor a „Asshole“ od Eminema.

## Diskografie
- 2006: Like Blood Like Honey
- 2013: Don't Look Down
- 2016: Natural Causes
- 2022: Skylar Grey